# Radical 79
Le radical 79, qui signifie l'arme ou la lance, est un des 35 des 214 radicaux chinois répertoriés dans le dictionnaire de Kangxi composés de quatre traits.
Le caractère Unicode de 殳 est 6BB3.

## Caractères avec le radical 79
| nombre de traits          | caractères     |
| ------------------------- | -------------- |
| Sans trait supplémentaire | 殳             |
| 5 traits supplémentaires  | 殴 段 殶       |
| 6 traits supplémentaires  | 殷 殸 殹 殺    |
| 7 traits supplémentaires  | 殻             |
| 8 traits supplémentaires  | 殼 殽          |
| 9 traits supplémentaires  | 殾 殿 毀 毁 毂 |
| 10 traits supplémentaires | 毃 毄          |
| 11 traits supplémentaires | 毅 毆          |
| 12 traits supplémentaires | 毇 毈          |
| 15 traits supplémentaires | 毉             |
| 19 traits supplémentaires | 毊             |